# Division I 1975-1976
La Division I 1975-1976 è stata la 73ª edizione della massima serie del campionato belga di calcio disputata tra il settembre 1975 e il maggio 1976 e conclusa con la vittoria del Club Bruges, al suo terzo titolo.
Il La Louvière, che aveva raggiunto la salvezza sul campo, venne sanzionata della federazione per un tentativo di corruzione operato da parte del suo allenatore Jef Jurion di alcuni giocatori avversari del Berchem in chiave salvezza}. La squadra venne retrocessa mentre Jurion fu squalificato a vita, pena poi ridotta a tre anni.
Capocannoniere del torneo fu Hans Posthumus (Lierse), con 26 reti.

## Formula
Il numero di squadre partecipanti passò da 20 a 19 e disputarono un turno di andata e ritorno per un totale di 36 partite.
Le ultime 3 classificate retrocedettero in Division 2.
Le società ammesse alle coppe europee furono cinque: la squadra campione si qualificò alla Coppa dei Campioni 1976-1977, seconda e terza e classificata alla Coppa UEFA 1976-1977 e la vincitrice della coppa nazionale alla Coppa delle Coppe 1976-1977 insieme all'Anderlecht detentore della coppa.

## Classifica finale
|    | Classifica        | G  | V  | N  | P  | GF | GS | Dif | Pt |
| -- | ----------------- | -- | -- | -- | -- | -- | -- | --- | -- |
| 1  | Club Bruges       | 36 | 22 | 8  | 6  | 81 | 38 | 43  | 52 |
| 2  | Anderlecht        | 36 | 19 | 10 | 7  | 65 | 36 | 29  | 48 |
| 3  | RWD Molenbeek     | 36 | 18 | 11 | 7  | 60 | 30 | 30  | 47 |
| 4  | KSC Lokeren       | 36 | 19 | 7  | 10 | 58 | 33 | 25  | 45 |
| 5  | KSV Waregem       | 36 | 16 | 12 | 8  | 61 | 39 | 22  | 44 |
| 6  | KSK Beveren       | 36 | 15 | 14 | 7  | 41 | 24 | 17  | 44 |
| 7  | K. Beerschot VAV  | 36 | 16 | 9  | 11 | 59 | 54 | 5   | 41 |
| 8  | Standard Liegi    | 36 | 15 | 9  | 12 | 53 | 46 | 7   | 39 |
| 9  | K. Lierse SV      | 36 | 14 | 11 | 11 | 59 | 44 | 15  | 39 |
| 10 | RFC Liégeois      | 36 | 12 | 11 | 13 | 59 | 62 | -3  | 35 |
| 11 | Anversa           | 36 | 10 | 14 | 12 | 40 | 55 | -15 | 34 |
| 12 | AS Oostende KM    | 36 | 10 | 11 | 15 | 42 | 61 | -19 | 31 |
| 13 | KSV Cercle Brugge | 36 | 9  | 13 | 14 | 41 | 52 | -11 | 31 |
| 14 | La Louvière       | 36 | 7  | 16 | 13 | 42 | 59 | -17 | 30 |
| 15 | KV Mechelen       | 36 | 9  | 11 | 16 | 45 | 62 | -17 | 29 |
| 16 | R. Charleroi SC   | 36 | 9  | 9  | 18 | 47 | 62 | -15 | 27 |
| 17 | Beringen          | 36 | 7  | 13 | 16 | 27 | 50 | -23 | 27 |
| 18 | Berchem           | 36 | 5  | 11 | 20 | 22 | 57 | -35 | 21 |
| 19 | KRC Mechelen      | 36 | 6  | 8  | 22 | 27 | 65 | -38 | 20 |

### Verdetti
- Club Brugge KV campione del Belgio 1975-76.
- RAA Louviéroise, K. Berchem Sport e KRC Mechelen retrocesse in Division II.